# Оточин
Оточин (пол. Otoczyn, нім. Ottotschen) — село в Польщі, у гміні Ґардея Квідзинського повіту Поморського воєводства.
Населення — 196 осіб (2011).
У 1975-1998 роках село належало до Ельблонзького воєводства.

## Демографія
Демографічна структура станом на 31 березня 2011 року:
|          | Загалом | Допрацездатний вік | Працездатний вік | Постпрацездатний вік |
| -------- | ------- | ------------------ | ---------------- | -------------------- |
| Чоловіки | 98      | 22                 | 69               | 7                    |
| Жінки    | 98      | 25                 | 55               | 18                   |
| Разом    | 196     | 47                 | 124              | 25                   |